# Euodynerus leucomelas
Euodynerus leucomelas  (лат.) — вид одиночных ос из семейства Vespidae.

## Распространение
Встречаются в Северной Америке: Канада, США.

## Описание
Длина переднего крыла самок 8—9,5 мм, а у самцов — 6—8 мм. Окраска тела в основном чёрная с жёлтыми отметинами. Гнёзда строят в ветвях. Для кормления своих личинок добывают в качестве провизии  гусениц бабочек из семейств Crambidae (Pyraustinae), Pyralidae, Pterophoridae, Tortricidae, Gelechiidae, Geometridae, Nolidae и Erebidae (Herminiinae, ране в составе Noctuidae). 